# 黄洪涛
黄洪涛（1970年12月3日—），曾经是中国足球运动员，司职守门员，现在为中超球队广州富力的守门员教练。

## 职业生涯
黄洪涛职业联赛开始时效力于家乡球队广州太阳神，担任球队的主力门将。1997年黄洪涛离开球队赴美国留学进修体育管理学，一年后接受时任重庆红岩主教练陈亦明的邀请，回国准备加盟重庆队。但由于当时实行的是摘牌转会制度，黄洪涛被四川全兴摘走，最终加盟四川队。1999年黄洪涛回到广州太阳神，2000赛季结束后成为球队的守门员教练兼队员，2003赛季结束后正式退役。

## 国家队生涯
黄洪涛曾入选中国国青队、中国国奥队以及中国国家队。1992年4月20日，黄洪涛在1992年亞洲盃足球賽预选赛中国队2比0击败印度尼西亚的比赛中替补区楚良出场，这也是他职业生涯唯一一次国际A级比赛经历。

## 教练生涯
退役后黄洪涛成为一名教练，先后担任广州青年队、广州香雪、广州日之泉、广州医药和广州医药二队的助理教练。2008年3月，黄洪涛被任命为广州医药二队主教练。2009年5月，黄洪涛成为中国国少队的守门员教练。2010年12月，黄洪涛开始担任中国国青队的助理教练。2013年5月，黄洪涛成为中超球队广州富力的守门员教练。2014年1月，他辞去中国国青队助理教练的职务。